# Chiesa di San Floriano (Storo)
La chiesa di San Floriano è la parrocchiale di Storo, in Trentino. Fa parte della zona pastorale delle Giudicarie nell'arcidiocesi di Trento e risale al XII secolo.

## Storia

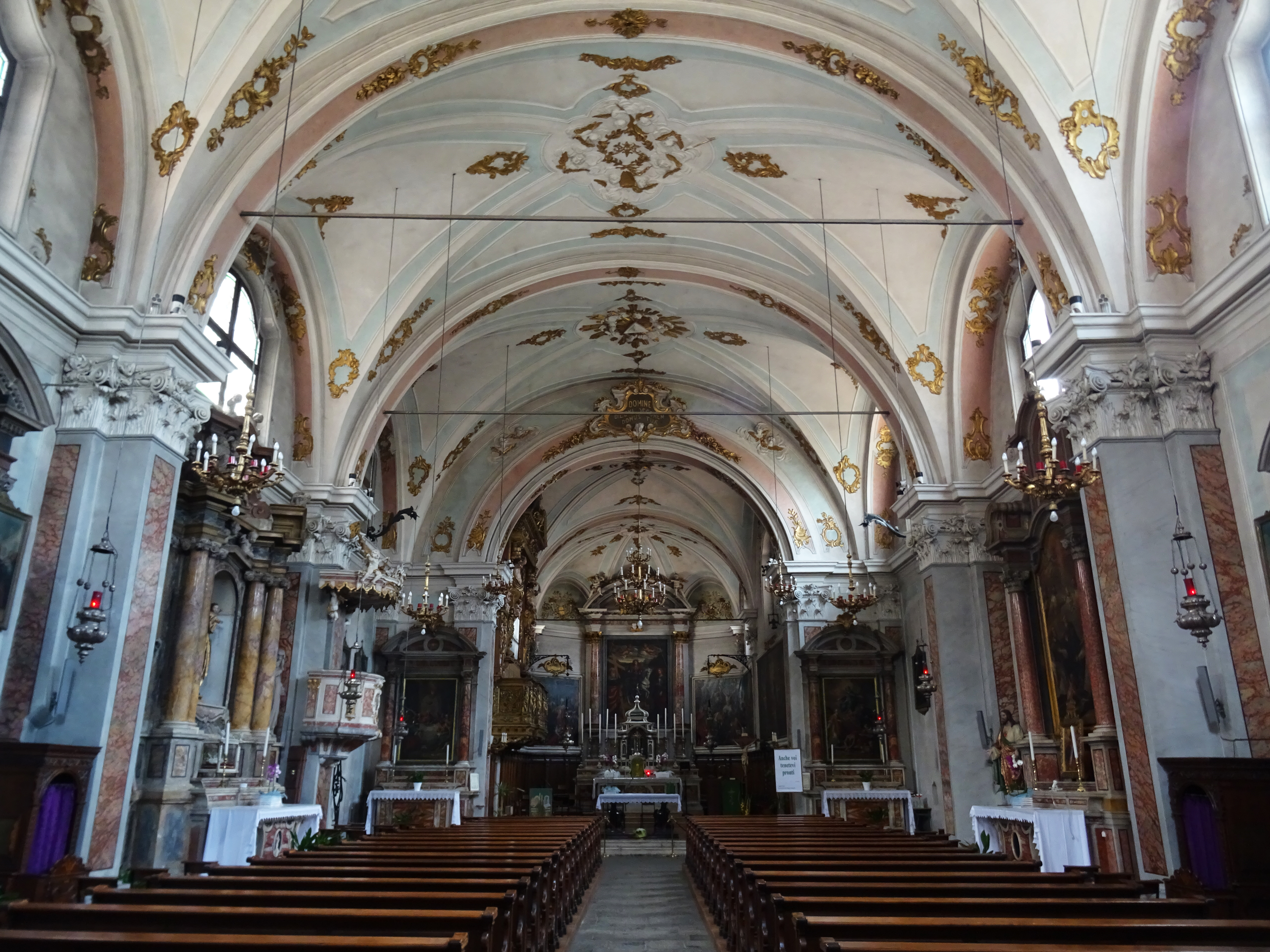
Interno

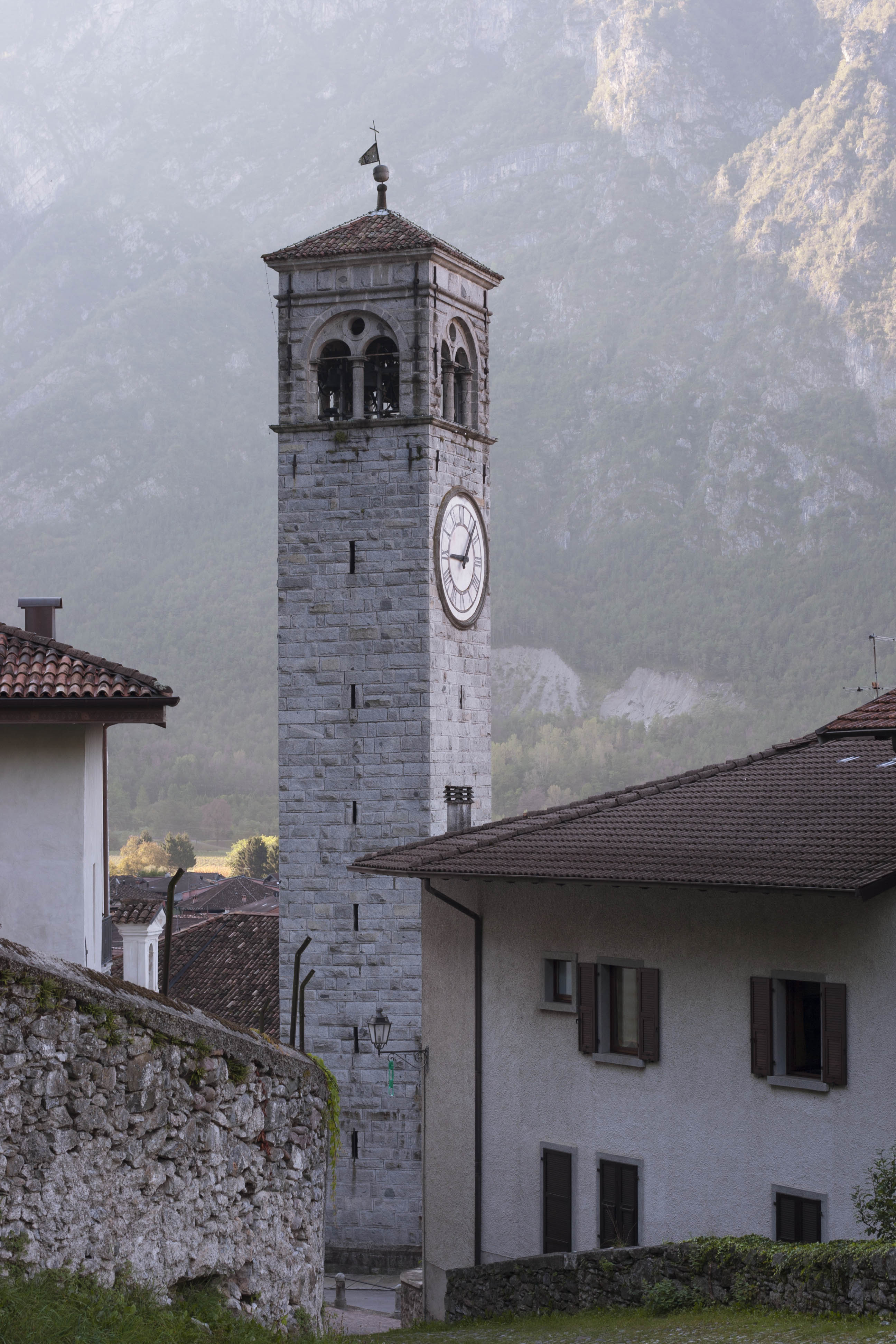
Campanile

La prima citazione della piccola chiesa dedicata a San Floriano nella località di Storo risale al 1189. La sua erezione a curazia è del 1409 mentre la sua riconsacrazione risale al 1445 ed è legata probabilmente a una avvenuta profanazione in quel periodo. 
Nel XVI secolo in seguito a eventi bellici il tetto venne bruciato e ne seguì la riparazione ed un'ulteriore consacrazione solennemente celebrata da Cipriano de Charis, suffraganeo del principe vescovo di Trento Bernardo Clesio. Pochi anni dopo venne ultimata la ricostruzione della torre campanaria.
La facciata venne affrescata nella prima metà del XVIII secolo e poco dopo vennero decorati a stucco anche gli interni. Alla fine del secolo la chiesa venne danneggiata da un secondo incendio, che distrusse l'organo a canne.
Nel XIX secolo si effettuarono i necessari restauri, vennero rinnovate con doratura le decorazioni a stucco. Nel 1836 il cimitero che stava accanto alla chiesa venne chiuso e da allora venne utilizzato solo quello accanto alla chiesa di Sant'Andrea.
Con gli eventi bellici del 1866 la chiesa fu usata a scopi militari e l'anno successivo di nuovo fu possibile riaverla per le funzioni sacre. Venne elevata a dignità di chiesa parrocchiale nel 1900.
Nel primo dopoguerra fu oggetto di importanti lavori di restauro col rifacimento del tetto, il consolidamento della struttura dal punto di vista statico e la ritinteggiatura completa dell'edificio. Alla fine degli anni sessanta venne realizzato il lavoro di adeguamento liturgico ponendo al centro del presbiterio la mensa rivolta al popolo. La custodia eucaristica è stata mantenuta nel suo tabernacolo originale nell'altare maggiore storico. Le balaustre sono state eliminate. Il ciclo di restauri conservativi che era iniziato a partire dalla metà del XX secolo si è concluso nel 2006.

## Descrizione

### Esterni
La chiesa parrocchiale di Storo si trova nella parte alta dell'abitato e mostra tradizionale orientamento verso est. La facciata a capanna con due spioventi è caratterizzata dal portale architravato sormontato da una finestra a lunetta con affresco e sopra, in asse, si trova la grande finestra con parte superiore curvilinea che porta luce alla sala. La torre campanaria si trova in posizione arretrata sulla sinistra con fusto in granito. La cella si apre con quattro finestre a bifora.

### Interni
La navata interna è unica e il presbiterio è leggermente rialzato. La cantoria posta sul lato a sinistra del presbiterio ospita il notevole e artistico cassone dell'organo a canne realizzato nel 1665 dai Fantoni di Bergamo. L'altare maggiore ospita la pala che raffigura San Floriano che è attribuita al Romanino mentre il dipinto raffigurante la Lavanda dei piedi potrebbe essere opera di Paolo Veronese.
Di particolare valore storico ed artistico è il tesoro della chiesa, tra i più interessanti dell'intera diocesi. I manufatti in argento sono stati donati per lo più da emigrati nella Serenissima e sono lampade da appendere, candelieri, croci d'altare e altri oggetti che risalgono ad un periodo compreso tra il 1670 e il 1780.